# Anaglif

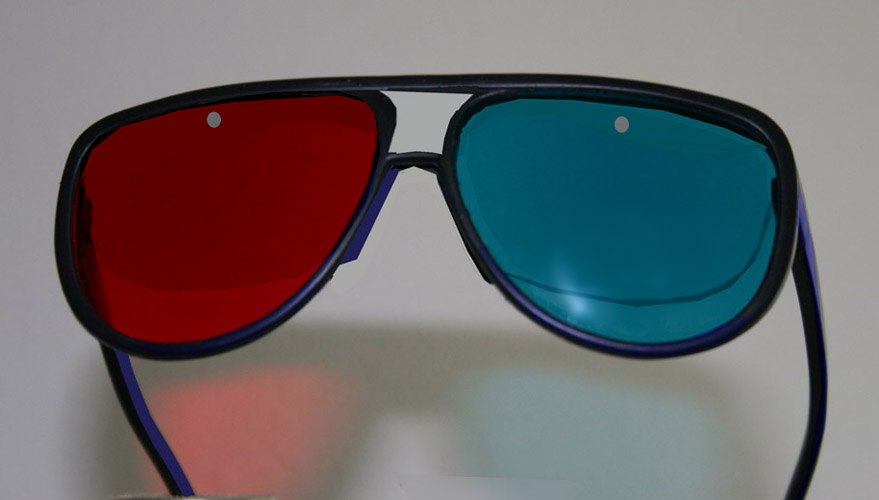
Okulary do oglądania anaglifów.

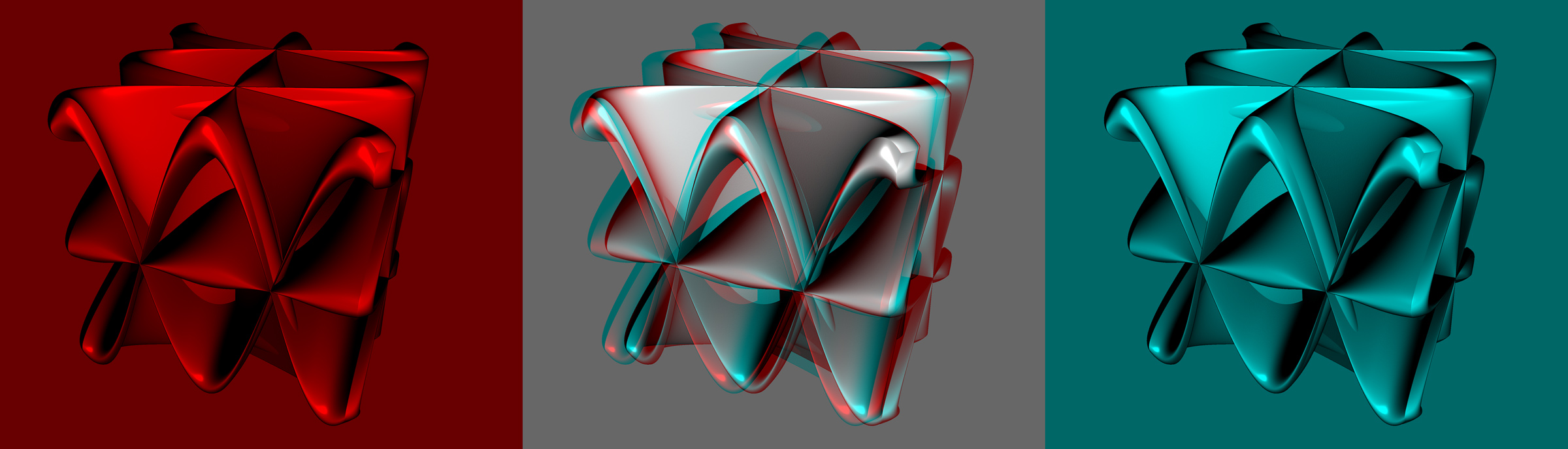
Tworzenie anaglifów.

Anaglif – jeden z typów rysunku lub fotografii stereoskopowej, dający złudzenie trójwymiaru podczas oglądania za pomocą specjalnych, najczęściej czerwono-cyjanowych (turkusowych), okularów. Sporządzenie anaglifów polega na nałożeniu na siebie dwóch zdjęć, wykonanych z lekkim poziomym przesunięciem, odpowiadającym obrazom dla lewego i prawego oka. Zdjęcia takie można uzyskać używając szyny nakładanej na statyw lub specjalnych aparatów fotograficznych o dwóch obiektywach. Do połączenia dwóch zdjęć stosuje się specjalistyczne oprogramowanie komputerowe. Anaglify rysunków wykorzystywane są przy geometrii przestrzennej. Do zalet tego typu grafiki należy łatwa technika jej wykonania i niska cena okularów filtrujących. Wadami są zaś przebarwienia występujące przy oglądaniu (spowodowane przez kolorowe szkiełka) i nieodwzorowanie przestrzennych szczegółów – obiekty na anaglifach wprawdzie są posegregowane na plany, ale często sprawiają wrażenie jakby były wycięte z kartonu i ustawione w przestrzeni.
Anaglify są jedną z metod tworzenia filmów 3D.